# NGC 6902
NGC 6902 is een balkspiraalstelsel in het sterrenbeeld Boogschutter. Het hemelobject werd op 2 september 1836 ontdekt door de Britse astronoom John Herschel.

## Synoniemen
- IC 4948
- ESO 285-8
- MCG -7-42-2
- AM 2021-434
- PGC 64632